# Ugo Ughi
Ugo Ughi (Livorno, ... – Buenos Aires, 6 giugno 1989) è stato uno schermidore italiano, specializzato nella sciabola. Ha vinto una medaglia d'argento ai campionati internazionali di scherma di Budapest nel 1933.

## Palmarès

### Risultati élite
In carriera ha ottenuto i seguenti risultati:
Mondiali
Individuale
A squadre
- Argento nella sciabola a Budapest 1933